# 安迪·考夫曼
安德鲁·傑弗瑞·考夫曼（英語：Andrew Geoffrey Kaufman，/ˈkaʊfmən/，1949年1月17日—1984年5月16日），美國男演員、喜劇演員、編劇和行為藝術家。考夫曼是1970年代至1980年代間的知名喜劇演員，但他將自己描述為「歌舞人」。他宣稱自己不喜歡講笑話或搞笑，因為其理解方式是傳統的。他在一次罕見地採訪中說：「我不是喜劇咖，我從來沒有說過一個笑話...喜劇演員的承諾是他會去那裡讓你和他一起笑...我唯一的承諾就是盡我所能盡力招待你。」
考夫曼於1970年代初期在小間的喜劇俱樂部工作後，於1975年受到了更多觀眾的關注，當時他被邀請到電視節目《周六夜現場》第一季上表演。之後，他在1978年至1983年於當紅電視劇《計程車》中出演了拉特卡·葛拉瓦一角而聞名，該角參考自考夫曼創造的一個被稱為「外國人」（Foreign Man）的角色。在此期間，他繼續在喜劇俱樂部和劇院中表演一系列獨特的表演藝術或喜劇表演，他時常扮演著自己或討厭且粗魯的沙發歌手東尼·克里夫頓。考夫曼也是深夜脫口秀節目的常客，特別是《大衛·萊特曼深夜秀》。
考夫曼於1984年因肺癌去世，享年35歲。由於惡作劇和精心安排的詭計是他職業生涯中常用的元素，因此有傳言指出考夫曼將自己的死亡當作一場大騙局。考夫曼的傳記電影《月亮上的男人》於1999年上映，由金·凱瑞飾演考夫曼，該片也讓凱瑞贏得了金球獎。

## 外部連結
- 中的“安迪·考夫曼”
- 安迪·考夫曼在互联网电影资料库（IMDb）上的資料（英文）